# Newton North High School
Newton North High School, llamado en sus inicios Newton High School, es el más grande y extenso establecido de dos institutos públicos en Newton, Massachusetts, el otro es el Newton South High School. Está localizado en el pueblo de Newtonville. El instituto ha experimentado recientemente una polémica reforma en sus instalaciones, haciendo de este instituto uno de los más grandes y más caros nunca construidos en los Estados Unidos, con un presupuesto de casi 200 millones de dólares. El nuevo edificio abrió sus puertas  en septiembre de 2010.

## Historia
En la década de 1850, las clases del instituto fueron impartidas en edificios compartidos con las "grammar schools" en los pueblos de Newton Centre, [ West Newton], Upper Falls, y Newton Corner. En 1859, la población del newton llegó a  8,000 residentes por primera vez, esta gran cantidad requirió que la ciudad bajo la ley estatal de Massachusetts necesitara construir un instituto separado. El primer director de Newton High School fue el Sr. J.N. Beals, por quien se nombró a la actual Beals House. Beals también sirvió como uno de los dos maestros de la nueva escuela junto con la señorita Amy Breck. Beals abandonó el trabajo por razones de salud después de un solo año y fue reemplazado por el Sr. E. Adams, para quien se nombró a la actual Casa Adams.

El primer edificio de Newton High School, ubicado en Walnut Street en Newtonville, se inauguró en septiembre de 1859 y se modificó en 1875. En 1898, el edificio original fue reemplazado por un edificio nuevo, también en Walnut Street. Este edificio, The Classical Newton High School, finalmente se hizo conocido como Edificio I. El siguiente edificio (Edificio II, alrededor de 1906) fue el Vocational High School y el tercer edificio del complejo Newton High School (Edificio III) se inauguró en 1926 en Walnut Street. Una casa de campo / edificio de gimnasio (también conocido como "el cobertizo de perforación") adyacente al Edificio I, también era parte del complejo, al igual que los campos de atletismo. Los edificios I, II y III se conectaron entre sí a través de una serie de túneles de mantenimiento. Newton High School fue la única escuela secundaria pública de Newton durante más de 100 años hasta 1960 cuando se inauguró la escuela secundaria Newton South.
Al Newton High School se le cambió el nombre a Newton North High School en 1973 cuando un nuevo edificio se abrió en Lowell Avenue. La primera clase que se graduó como "Newton North High School" fue en la primavera de 1974. Después de que se construyera Newton North, todos los antiguos edificios de la "Newton High School" fueron demolidos.

### Reconstrucción

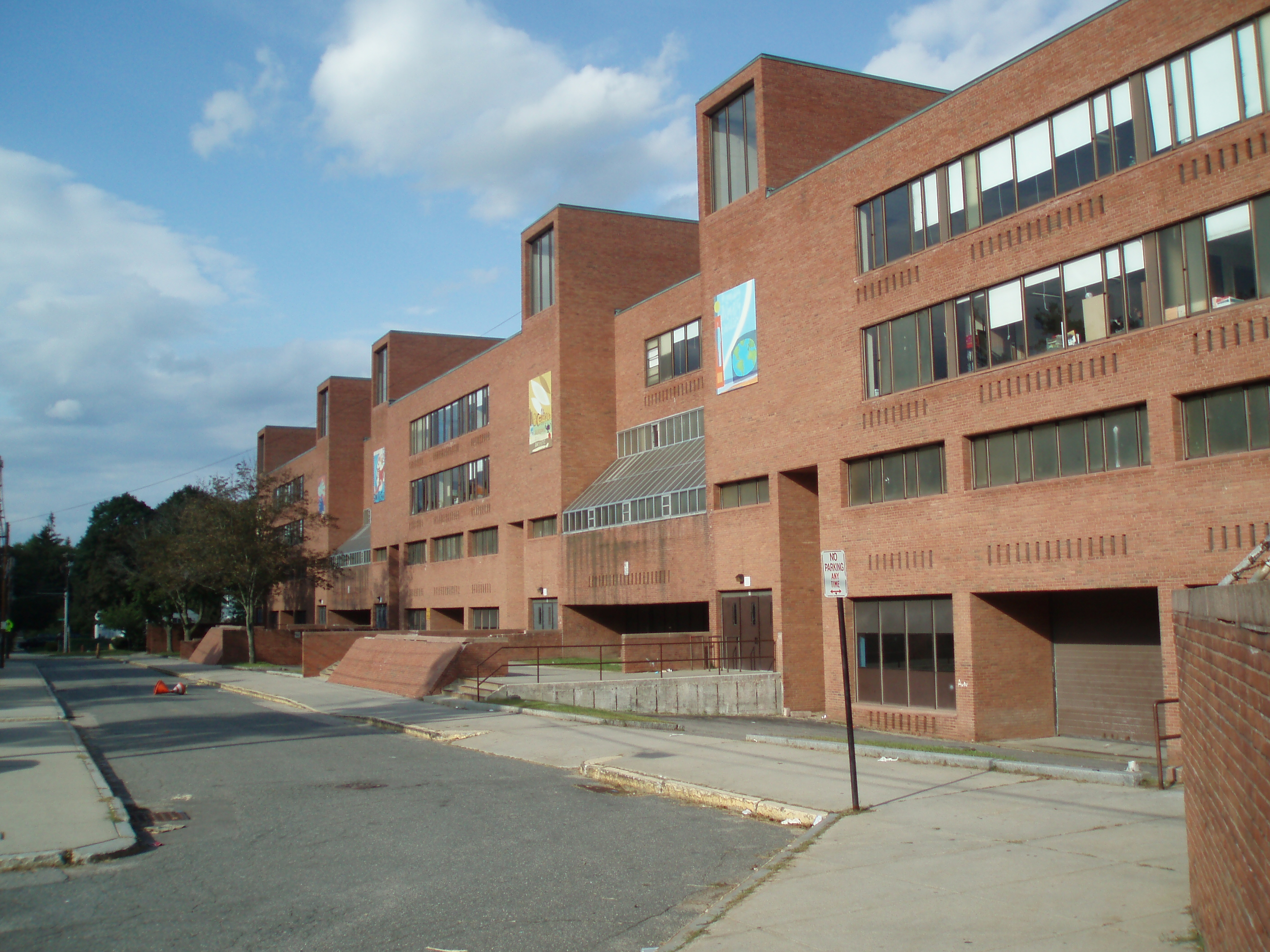
El viejo edificio en 360 Lowell Avenue.

En 2003, el "viejo" edificio Newton North tenía 30 años y envejecía mal, con fugas, mala ventilación y escaleras que se desmoronaban. Después de un extenso debate comunitario y un panel de revisión ciudadana, se tomó la decisión de construir una escuela secundaria de reemplazo, con un costo final que en última instancia asciende a $ 197.5 millones, convirtiéndola en una de las escuelas secundarias más caras jamás construidas en el estado. Un consultor del proyecto explicó que el costo relativamente alto del proyecto se debe en parte a la demolición del edificio existente de 42,000 m², la reducción de materiales peligrosos en el edificio existente y el programa complejo de la nueva escuela, que incluye un natatorio,  un vocacional programa de educación tecnológica e instalaciones de artes culinarias.

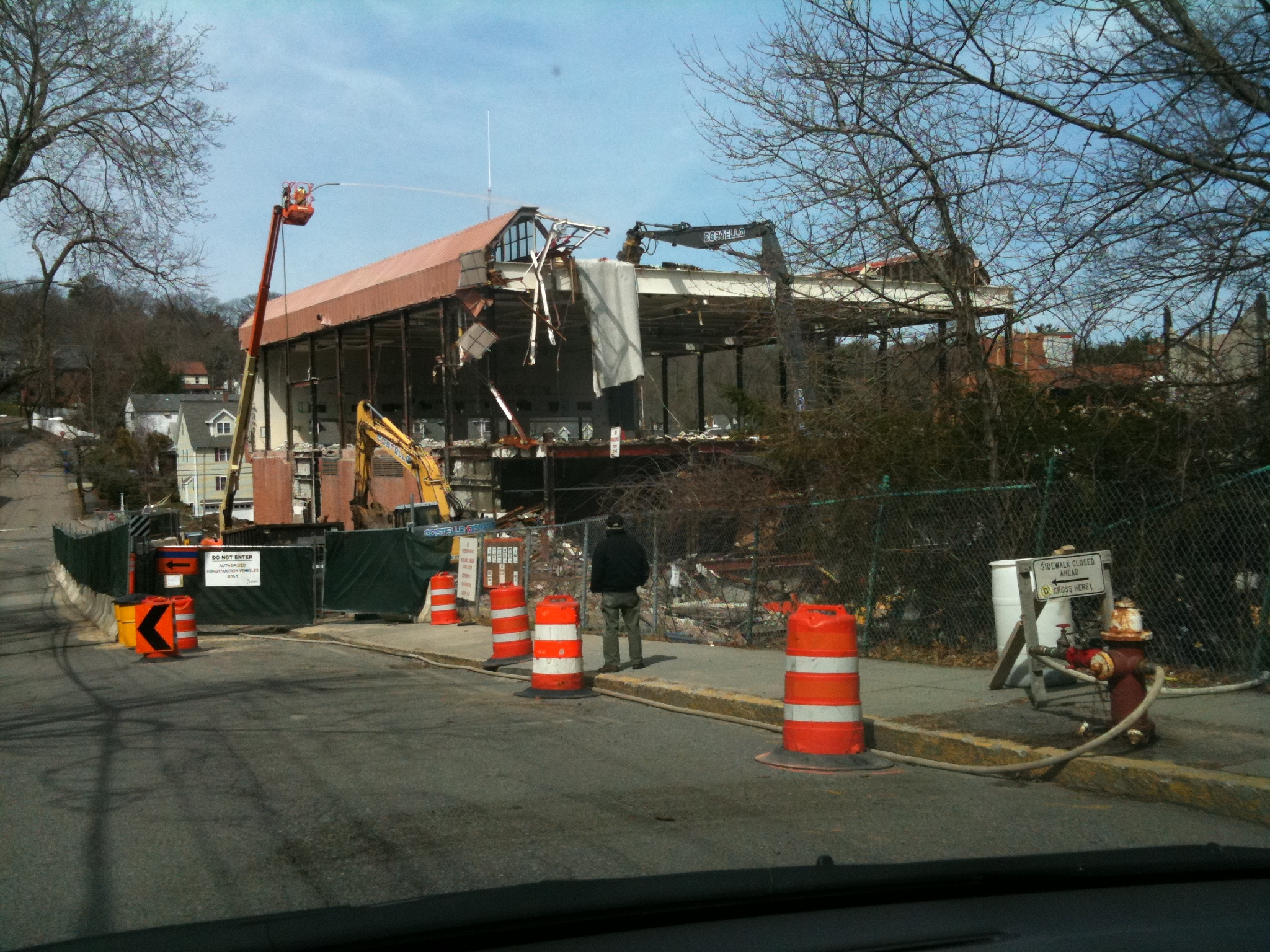
Edificio viejo siendo desmantelado

En una audiencia pública en junio de 2006, los residentes de la comunidad criticaron el plan por su costo y por la creación de una nueva intersección de cuatro vías en Walnut Street y Trowbridge Avenue. Otros afirmaron que la orientación propuesta (norte-sur) y la falta de un nivel de sótano desperdiciarían energía en comparación con la estructura actual. No obstante, después de un referéndum público y una votación en enero de 2007, los residentes de Newton aprobaron el plan actual para un nuevo edificio.
Gund Partnership diseñó el nuevo edificio, y Dore and Whittier Architects fue elarquitecto de registro. Dimeo Construction Company fue el gerente de construcción y contratista general del proyecto. La eliminación del asbesto, cargado en todo el edificio existente, tuvo un precio de $ 10 millones. El edificio fue cuidadosamente desmantelado, con escombros de construcción contaminados empacados en cajas de cartón revestidas y enviados en 650 cargas de remolque.

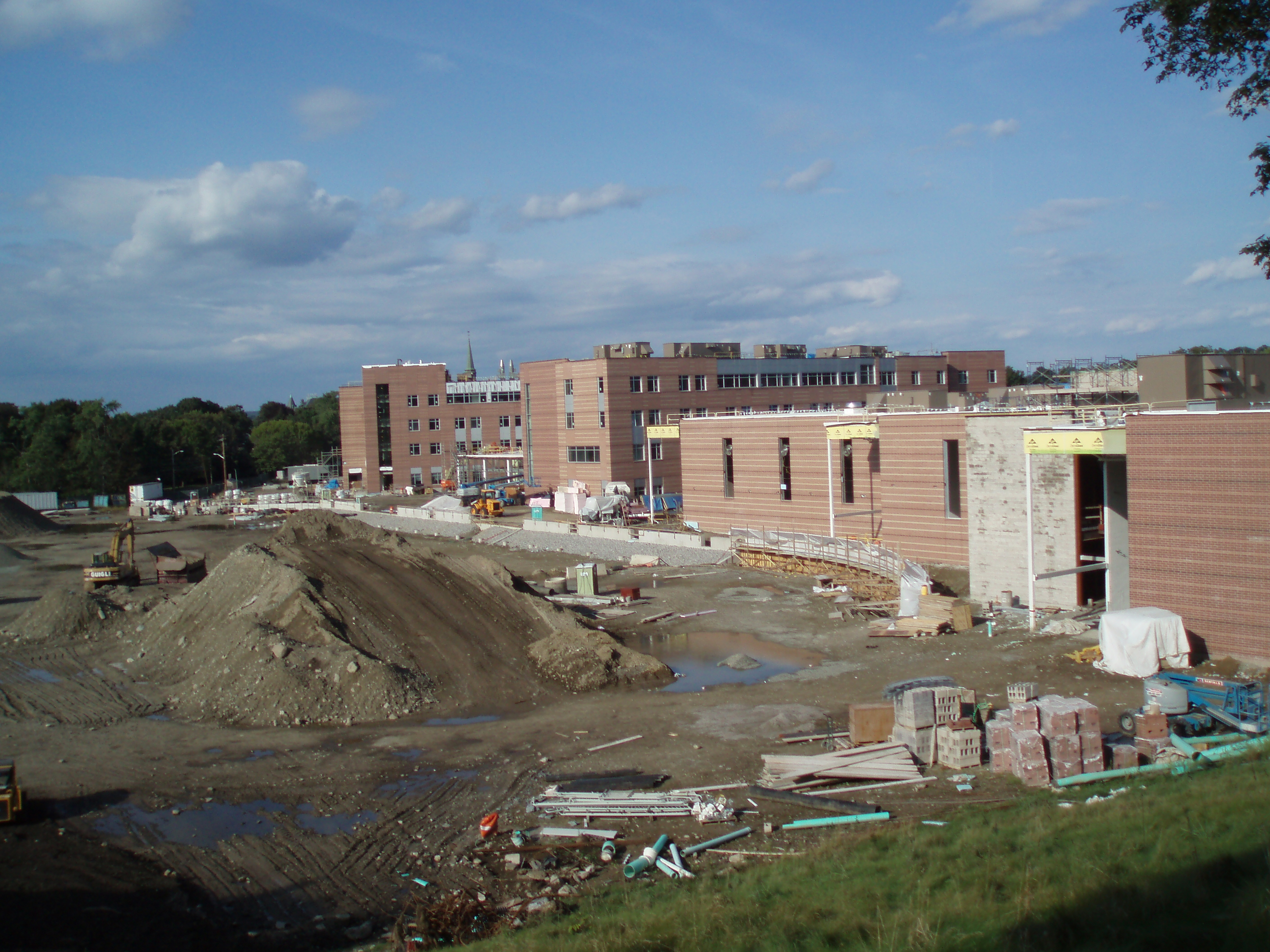
El sitio de construcción del nuevo Newton North en septiembre de 2009.

 El nuevo edificio está orientado en un eje norte-sur en el lado este del lote actual con campos atléticos al oeste y un campo de fútbol en el lado este. La entrada principal volvió a estar en Walnut Street, como fue el caso entre 1859 y 1973. El nuevo edificio coloca la oficina de la escuela en un lugar más accesible, estaba en el tercer piso del edificio antiguo y garantiza que la mayoría de las aulas tengan luz natural. y ventanas al exterior.
La escuela de 38,400 m² incorpora muchas características ecológicas que mejoran la eficiencia energética, y se encuentra entre las primeras escuelas certificadas por LEED en el estado. Las características ecológicas incluyen paneles solares en la azotea, sistemas para reutilizar el agua de lluvia, materiales interiores con baja emisión de compuestos orgánicos volátiles y sensores de movimiento de ocupación. A diferencia del edificio escolar anterior, donde el 50 por ciento de las aulas no tenían ventanas o acceso a la luz del día, las aulas de la nueva escuela están inundadas de luz natural; las lámparas se atenúan en función de la cantidad de luz del día para conservar energía.

## House system o "Sistema de casa"
La escuela se ha dividido durante mucho tiempo en unidades administrativas llamadas 'Casas'. Cada casa tiene su propia oficina, secretaria y Dean (anteriormente "Housemaster"), que se ocupa de asuntos administrativos y disciplinarios para estudiantes de la casa. El sistema de la casa fue diseñado para proporcionar una mejor comunicación, administración distribuida, atención más personalizada a las personas, un grupo de compañeros más pequeño para los estudiantes, eventos sociales más prácticos e incluso equipos deportivos dentro de la casa. Estos son Adams, Barry, Beals y Riley, y cada año el grupo ocupa una casa. En el período de su población más grande (≈3,000 estudiantes en la década de 1960 y más adelante), había seis casas, las dos casas adicionales eran Bacon y Palmer, que también contenían salones comunes para estudiantes y salones para maestros. Originalmente, los estudiantes de la misma clase se dividieron en diferentes casas; en la actualidad, las cuatro casas corresponden a los cuatro niveles de grado. Los estudiantes permanecen en la misma casa durante sus cuatro años en Newton North. Las casas son nombradas por antiguos directores notables, como J.N. Beals y E.D. Adams.

## Cursos académicos
Newton North ofrece cursos académicos tradicionales preparatorios para la universidad junto con capacitación técnica y vocacional. Se imparten cursos tradicionales de humanidades y ciencias, a menudo con opciones de preparación universitaria, preparación universitaria avanzada, honores y colocación avanzada. A partir del año escolar 2014-2015, los niveles de los cursos pasarán a llamarse College Prep (anteriormente CII), Advanced College Prep (antes (CI), y Honors / Advanced Placement (sin cambios). Los cursos no estándar van desde la producción de videos hasta arquitectura para la reparación de automóviles e incluso la producción de biodiésel. Newton North ocupa el sexto puesto en la clasificación de 2010 de las escuelas secundarias públicas de la revista Boston.

### Greengineering o "Ingeniería verde"
Durante el año académico de 2009/2010 se agregó un curso de Greengineering en Career and Tech. Ed. Departamento en Newton North High School. El curso les enseña a los estudiantes cómo producir biodiésel, hacer bolsas de plástico fundidas y cultivar algas que luego se procesarán en combustible. El biodiésel se vende a una empresa de reciclaje, así como a la comunidad en general. Este programa es el primero de este tipo en Massachusetts y los Estados Unidos de América. Greengineering se renovó para el año académico de 2010/2011 con adiciones al plan de estudios para Greengineering 101 y un nuevo curso de Greengineering 201. Recientemente han comenzado a crear un material tipo espuma de poliestireno con micelio. Planean usarlo para reemplazar la necesidad de la espuma de poliestireno no verde y para crear una tabla de surf hecha de un micelio recubierto de fibra de vidrio. En el año escolar actual (2016-2017), la ingeniería verde tiene múltiples áreas nuevas, que incluyen la energía del pedal y la acuaponia.

### Sociedades e intercambios
Los estudiantes que estudian idiomas extranjeros tienen la oportunidad de participar en uno de varios programas de intercambio internacional, incluyendo intercambios con escuelas secundarias francesas, españolas, italianas y mexicanas. Además, Newton North participa en el Programa de Intercambio Escolar Newton-Beijing Jingshan, el intercambio más antiguo de estudiantes de escuelas secundarias públicas entre los Estados Unidos y la República Popular de China. La ciudad de Newton recibe estudiantes y maestros por cuatro meses cada otoño y envía estudiantes y maestros a Beijing cada primavera.

## Actividades extra-escolares

### Clubes y sociedades
Los estudiantes de Newton North participan en una amplia gama de clubes y sociedades extracurriculares autogestionados.

Los clubes competitivos incluyen su Modelo de Naciones Unidas, Equipo de Juicio Simulado, Equipo de Debate, Equipo de Matemáticas, Equipo de Ciencia y un equipo FIRST FRC: The LigerBots 2877. El Equipo Científico de Newton North ha participado en competiciones nacionales y regionales.
 En el año escolar 2011-2012, el equipo de ciencias ocupó el primer lugar en MIT Trivia, Envirothon y JETS. Además, en la competencia National Envirothon, el equipo se colocó en el lugar 13 entre 54 equipos de 44 estados, 9 provincias y 1 territorio. Tomaron el segundo y quinto puesto en el MIT Blue Lobster Bowl, el tercero en la Olimpiada de Ciencias del estado, y se clasificaron bien en otras competiciones. En 1993, la división Science Bowl del equipo ganó el campeonato estatal y se colocó en tercer lugar a nivel nacional. Ganaron la competencia estatal de Olimpiadas Científicas en 2004, 2007, 2008 y 2009 y han representado a Massachusetts en la competencia nacional.
En el año escolar 2011-2012, los LigerBots no participaron en la competencia regional de WPI y llegaron a los cuartos de final en la competencia regional de Boston, MA. En el año escolar 2013-2014, los LigerBots ganaron la Competencia del Distrito WPI, fueron finalistas en la Competencia del Distrito de la Universidad Northeastern y se colocaron para el PRIMER Campeonato Mundial en St. Louis. En el año escolar 2014-2015, los LigerBots fueron semifinalistas y ganadores del Chairman's Award en la competencia UMass Dartmouth, finalistas en la competencia Northeastern, ganaron el premio NE Regional Chairman's y se colocaron en el FIRST World Championship en St. Louis. En el año escolar 2015-2016, los LigerBots ganaron el Entrepreneurship Award en la competencia WPI, así como el Premio a la Innovación en Control tanto en la Competencia del Distrito de la Universidad de Boston como en la competencia del Campeonato del Distrito de Nueva Inglaterra.
Newton North Chess Club es uno de los clubes más duraderos de la escuela. Los anuarios de la década de 1940 tenían el club de ajedrez en la lista y lo mismo sucede hoy en día. El equipo de ajedrez ha enviado equipos de cuatro jugadores al torneo anualmente durante las últimas dos décadas. El equipo de la escuela ganó los campeonatos en 2002, 2009, 2010 y 2012. En 2016 se ubicaron en segundo lugar detrás de los dos campeones actuales y actuales, Lincoln-Sudbury Regional High School. La última vez que un jugador individual ganó el título estatal fue Jacob Fauman en 2012. El equipo actual de la escuela se enorgullece de contar con los mejores 50 jugadores de ajedrez clasificados a nivel nacional en su grupo de edad y los primeros 25 finalistas en los últimos campeonatos nacionales. El club en sí cuenta con afiliación al USCF Club y un Club TD (que es estudiante), algo que ninguna otra escuela secundaria en Massachusetts tiene.

### Publicaciones estudiantiles
Newton North publica un periódico estudiantil mensual, The Newtonite, fundado en 1922. El periódico tiene una producción de 2000 números e incluye artículos oportunos sobre noticias en Newton y sobre eventos escolares, artísticos, deportivos y en el campus, así como también características del propio centro escolar. Los estudiantes contribuyen a The Newtonite a través de cursos de Periodismo acreditados; La Newtonita ha ganado premios de la Columbia Scholastic Press Association, la Gold Crown en 2001 y la Silver Crown en 2002, entre otros premios de periodismo escolar. En marzo de 2011, The Newtonite fue votado por la SFA (Student Faculty Administration) como un periódico de calidad, por unanimidad. The Newtonite se produce en wl aula 273 del nuevo edificio y cuenta con un gran comité editorial y personal. Los estudiantes también diseñan y publican The Newtonian, el anuario de la escuela, que actualmente se encuentra en su Volumen 101 para 2011.  The Newtonian incluye secciones sobre la vida estudiantil, académicos, clubes, atletismo y artes escénicas, junto con una sección de anuncios comunitarios y una foto de cada estudiante y miembro del personal en la escuela. Thoughtprints, que se publica una vez al año, es la revista literaria dirigida por estudiantes de la escuela, que presenta solo presentaciones de estudiantes. En 2010, la revista incluyó un CD de música escrita por estudiantes por primera vez.
Tiger Magazine es el programa mensual de televisión por cable de la clase de producción de Newton North. El espectáculo, creado por Lynn Rossman, exprofesora de producción de videos de Newton North, se transmite por la estación de cable local NewTV de Newton. El contenido del programa generalmente es una mezcla de piezas de comedia, noticias y documentales basados en la comunidad, así como videos experimentales y dramáticos. Varios exalumnos de Tiger Magazine han seguido carreras en la industria del cine, y numerosas piezas originalmente emitidas en Tiger Magazine han ganado premios en concursos de vídeo locales y nacionales. Cerca del final del año escolar 2011-2012, los estudiantes de la clase Advanced Television Production votaron para cambiar el nombre del programa a "Tiger Tube" para combatir la idea errónea de que Tiger Magazine era una revista impresa en lugar de un formato de revista. programa de televisión.

### Deportes
Newton North compite en la Bay State League con otras escuelas públicas suburbanas de Boston. Desde 1894, el equipo masculino de fútbol  ha jugado contra su rival Brookline High School en el tradicional partido del Día de Acción de Gracias. Esta es una de las rivalidades más antiguas del fútbol en la escuela secundaria en Massachusetts. Newton North ofrece fútbol para niños y niñas, atletismo para niños y niñas, capo a través, baloncesto para niños y niñas, voleibol para niños y niñas, golf, béisbol, softball, lacrosse para niños y niñas, campo de hockey, esquí alpino, esquí nórdico, tenis y muchos otros deportes.

#### Atletismo
Los equipos de atletismo en Newton North se han mantenido constantemente como uno de los mejores equipos en el estado desde el inicio de la competencia a nivel estatal. Comenzando con el primer título estatal de Newton High School en 1922, los equipos de atletismo de los muchachos han ganado el campeonato estatal de División I / Clase A veinticuatro veces al aire libre y quince veces en interiores, incluida la racha récord de Newton de ocho en fila (1952- 1959). Massachusetts añadió una reunión adicional de todo el estado que incluía todas las divisiones en los años 60 al aire libre y en la década de 1980 en interiores; Newton North ha ganado posteriormente títulos de todos los estados en 1977, 2002, 2004, 2005, 2013 y 2016. La temporada 2004/2005 contó con títulos de División I y All-State en campo a través, pista cubierta y pista al aire libre que completó una "Triple Corona" de campeonatos. Ese año también contó con una victoria en Penn Relays en el campeonato de medley a distancia de la escuela secundaria, que fue la primera victoria de relevos de una escuela secundaria de Massachusetts en casi 50 años. En 2011, la National Scholastic Sports Foundation nombró al equipo Newton North sprint medley relay y sus cuatro miembros All-American. Los atletas de Newton High / Newton North han ganado un título nacional de escuela secundaria (Warren Wittens en los obstáculos intermedios de 1936), un título de la NCAA (Carl Shine en el tiro de 1959) y un equivalente de cuatro minutos (Tom Carleo corrió 3:41 para 1500 y compitió en las pruebas olímpicas de 1988).
 Los equipos de atletismo de las chicas Newton North también han participado en campeonatos y han sido consistentemente uno de los mejores equipos de atletismo de la escuela secundaria en el estado, ganando títulos de División I / Clase A en 1989, 1990, 1992, 1996, 1998, 2004 , 2005, 2010, 2011, 2012 y 2013. Por no mencionar el título All-State en 1990, 1992, 1998, 2004, 2005,2010, 2011, 2012 y 2013. Además de más de 40 campeonatos de conferencia y de liga en los últimos 22 años. Su atleta de mayor puntaje en la competencia estatal, Tanya Jones, ganó once campeonatos individuales de la División I en los 300, 400, salto de altura y salto de longitud, y es el único atleta de las escuelas secundarias Newton North o Newton South en anotar más de 100 puntos en la división del estado. Después de la escuela secundaria, la estrella de la distancia Liz Natale finalizó 2 ° en el campeonato de la División I de la NCAA de 1986 en los 3000 m y fue All-American en seis ocasiones para la Universidad de Texas. El programa también ha tenido docenas de Nike All-Americans y New Balance All-Americans en los últimos diez años.

#### Otros deportes
El equipo de fútbol femenino ha ganado cinco campeonatos estatales de la División 1, en 1989, 1992, 1996, 1999 y 2013, clasificándose como uno de los mejores equipos del país. El equipo de baloncesto masculino ganó los Campeonatos Estatales de la División 1 de 2005 y 2006, y se los considera uno de los principales programas de baloncesto del estado. Han ganado el Campeonato Estatal de la Bahía cinco años seguidos desde 2004. El equipo de gimnasia de los niños de Newton North ganó cuatro campeonatos estatales consecutivos de 1997 a 2000. El equipo de tenis masculino ganó el Campeonato Estatal de la División 1 en 2002. En la primavera de 2007, el equipo de dobles de tenis Dan Razulis y Mike Greene ganaron el torneo MIAA State Doubles. El equipo de lacrosse de los niños ganó tres campeonatos estatales de los años 1992-1996, clasificándose como uno de los mejores equipos del país. En 2005-06, el equipo de fútbol masculino ganó el campeonato de la Bay State League y pasó al Superbowl del campeonato estatal de la división 1A. En 2007, el equipo de voleibol masculino ganó el título seccional y pasó al Campeonato Estatal de la División 1. En 2014, el equipo de béisbol de los Boys ganó el título estatal de la División 1A al ganar el primer torneo estatal MIAA Super 8.

### Teatro
Theatre Ink es el departamento de teatro de Newton North, actualmente presidido por Adam Brown. Los estudiantes son muy activos en Theater Ink, trabajando como directores, directores de escena, productores estudiantiles, diseñadores y en varios roles en el backstage, además de roles en el escenario. Todos los decorados, luces y sonido para producciones son diseñados, construidos y operados por estudiantes. Theatre Ink utiliza dos espacios de representación, el Performing Arts Center, que es un teatro de proscenio estándar y tiene capacidad para aproximadamente 600 personas, y el pequeño teatro, un teatro de aproximadamente 200 asientos.

 Una temporada típica tiene varias producciones:
- Aproximadamente de tres a cinco obras dirigidas por estudiantes, una de las cuales es a menudo un musical. Estas obras son dirigidas por equipos de dos, o raramente tres, personas mayores que solicitaron la oportunidad durante su tercer año.
- Un musical a gran escala presentado en el auditorio principal en el mes de marzo. Esta producción suele ser la más grande del año, presentando el equipo más grande de estudiantes estudiantes, músicos y miembros de la tripulación. Los musicales anteriores incluyen Les Misérables (2003), My Fair Lady (2004), Bye Bye Birdie (2005), Chicago (2006), West Side Story (2007), Grease (2008), Anything Goes (2009), Cabaret (2010) , Curtains (2011), y Legally Blonde (2012), Cómo tener éxito en los negocios sin realmente intentar (2013), completamente moderno Millie (2014), Once Upon a Mattress (2015), Oliver! (2016) y Fiddler on the Roof (2017)
- Una producción de Shakespeare en colaboración con el departamento de teatro de la preparatoria Newton South, South Stage, con actores y miembros de la tripulación de ambas escuelas. Los espectáculos pasados incluyen Noche Doce (2004 y 2012), Enrique IV, Parte I (2005), Sueño de una noche de verano (2006), La tempestad (2007), Romeo y Julieta (2008), Macbeth (2009), La comedia de los errores (2011) y Hamlet (2011).
- Actuaciones de la compañía de improvisación de la escuela, Spontaneous Generation, y la comedia de sketch sketch, Nitrous Oxide, y del teatro musical contemporáneo, Cabaret Troupe, en estilo de concierto.
- The Playwrights Festival, una velada con obras cortas escritas, dirigidas e interpretadas por estudiantes.
- Freshman Cabaret, un espectáculo con alumnos de noveno grado y dirigido por estudiantes de segundo año.

En 2016, Theater Ink participó por primera vez en una producción en la competencia teatral estatal de Massachusetts Educational Theatre Guild. Theatre Ink entró en la producción de Oliver !, el musical basado en la novela de Charles Dickens, Oliver Twist. Ahí, Oliver! ganó varios premios, incluyendo el Mejor Conjunto Activo, Mejor Conjunto de Baile, Mejor Diseño y Ejecución de Cabello y Maquillaje, y Mejor Producción General.

## Alumnos notables
- Katharine Lee Bates (1878) - compositor de "America the Beautiful"
- Amalie Benjamin (2000) - Boston Red Sox beat reportero para The Boston Globe
- Louis C.K. (1985) - comediante, actor, productor, director y escritor.
- Jim Corsi (1979) - lanzador de Grandes Ligas de Béisbol, notablemente para los Atléticos de Oakland y los Medias Rojas de Boston.
- Priyanka Chopra (2000) - actor en el drama de ABC Quantico, Miss World 2000, actriz de Bollywood. (Movido antes de la graduación)
- Joe DeNucci (1955) - boxeador y Auditor del estado.
- Ronnie DeVoe (1986) - cantante del grupo de R & B New Edition.
- Dimitri Diatchenko (1986) - actor, notablemente en Chernobyl Diaries, y músico.
- Anne Dudek (1993) - actriz, notablemente en Mad Men House, The Book Group y Covert Affairs.
- Houry Gebeshian (2007) - gimnasta artística, exmiembro del equipo Iowa Hawkeyes, miembro del equipo nacional de Armenia.
- Stephen Greenblatt (1960) - Shakespeare erudito, académico, crítico literario, pionero del Nuevo Historicismo.
- Peter Guber (alrededor 1960) productor de película del Hollywood y dueño de parte del LA Dodgers.
- Sean Gullette (1986) - escritor, actor, notablemente en Happy Accidents y Requiem for a Dream.
- James Heywood (1985) - fundador, ALS Therapy Development Foundation, cofundador, Patients Like Me.
- Stephen Heywood (1987) - artista, constructor y sujeto del documental So Much So Fast
- Martin Karplus (1947) - químico, ganador del Premio Nobel 2013 en Química
- Matt LeBlanc (1985) - actor, notablemente en Friends and Joey.
- Florencia Lozano (1987), actriz, One Life to Live.
- Elizabeth McCracken (1984) - autora, Here's Your Hat What's Your Hurry, una réplica exacta de un engendro de mi imaginación.
- Seth Mnookin (1990) - editor colaborador, Vanity Fair, autor, Noticias duras: los escándalos en The New York Times y su significado para los medios estadounidenses.
- Julie Palais (1974) - Investigadora antártica, glacióloga, investigadora del cambio climático
- James Remar (1971) - actor, notablemente en Mortal Kombat: Annihilation y Dexter.
- Josh Roseman (1985) - músico, compositor y productor
- Michael Thomas (autor) (1985) - autor "Man Gone Down".
- Mark Sandman (1970) - músico, bajista y vocalista de Morphine
- Dana Adam Shapiro (1991) - Codirector, Murderball, escritor de las revistas Icon, Spin y New York Times, autor, The Every Boy.
- Cindy Stumpo, empresaria y contratista residencial.
- Julie Taymor (1970) - director de teatro, El Rey León en Broadway, director de cine, en particular de Across the Universe, Frida.
- George T. Whitesides (1992) - CEO de Virgin Galactic y exjefe de gabinete de la NASA y exdirector de la Sociedad Nacional del Espacio.
- Laura Zigman (1980) - autora, Animal Husbandry (adaptada a la película, Someone like You); Citas con Big Bird, Ella, Piece of Work.
- Dan Katz también conocido como Big Cat (2003) - Barstool Sports beat periodista de Pardon My Take                                Nota: Los alumnos que se graduaron antes de 1974 son graduados de Newton High School.